# Pfahlheimer Bauernstube
Die Pfahlheimer Bauernstube ist das kleinste Museum im Ostalbkreis und wird von der katholischen Kirchengemeinde St. Nikolaus betrieben.
Geschichte, Wirtschaft und Kultur der einst rein bäuerlichen Gemeinde Pfahlheim, heute Stadtteil von Ellwangen, werden dem Besucher des Heimatmuseums lebendig vor Augen geführt.
Trachten, Schränke und Truhen, alle zusammengetragen und gesammelt vom ehemaligen Pfarrer Eugen Adis (1910 bis 1938 Pfarrer in Pfahlheim), sind ausgestellt. Aber auch Gebrauchsgegenstände und Hausrat sind zu finden.